# Schreckensee (Naturschutzgebiet)
Das Gebiet Schreckensee ist ein mit Verordnung vom 26. Mai 1939 ausgewiesenes Naturschutzgebiet (NSG-Nummer 4.018; FFH-Gebiet) im Gebiet der baden-württembergischen Gemeinden Fronreute und Wolpertswende im Landkreis Ravensburg in Deutschland.

## Lage
Das ursprünglich rund 100 Hektar und heute noch 85,9 Hektar große Naturschutzgebiet Schreckensee gehört naturräumlich zum Oberschwäbischen Hügelland. Es liegt westlich der Bundesstraße 32, rund 3,5 Kilometer nordwestlich von Fronreute und 3,8 Kilometer südwestlich von Wolpertswende auf einer Höhe von 568 m ü. NN. Es umfasst im Wesentlichen den namensgebenden Schreckensee und den etwas westlich gelegenen Kleinen Schreckensee.

## Schutzzweck
Wesentlicher Schutzzweck ist die Erhaltung des Moor- und Sumpfgebiets im Bereich des Schreckensees mit Verlandungs- und Flachmoorzonen sowie der es umgebenden Streuwiesen.

## Flora und Fauna

### Flora
Aus der schützenswerten Pflanzenwelt sind folgende Arten (Auswahl) zu nennen:
- Laichkrautgewächse
  - Krauses Laichkraut (Potamogeton crispus)
- Orchideen
  - Sumpf-Glanzkraut (Liparis loeselii)
- Sauergrasgewächse
  - Binsenschneide (Cladium mariscus), auch Schneidried oder Schneide genannt
  - Rostrotes Kopfried (Schoenus ferrugineus)
- Schachtelhalmgewächse
  - Sumpf-Schachtelhalm oder Duwock (Equisetum palustre)
- Seerosengewächse
  - Gelbe Teichrose (Nuphar lutea), auch Gelbe Teichmummel, Mummel, Teichmummel oder Teichkandel genannt
  - Weiße Seerose (Nymphaea alba)
- Tausendblattgewächse
  - Ähriges Tausendblatt (Myriophyllum spicatum), auch Ährenblütiges Tausendblatt genannt

### Fauna
Das Schutzgebiet ist unter anderem Lebensraum einer Vielzahl von Heuschrecken, Libellen und Schmetterlingen. Daneben sind aus der schützenswerten Tierwelt folgende Vogel-Spezies (Auswahl) zu nennen: Bekassine, Blässralle, Haubentaucher, Lachmöwe (Larus ridibundus), Rohrammer, Teichrohrsänger, Zwergdommel und Zwergschnepfe.